# Katedra Najświętszej Marii Panny w Sheffield
Katedra Najświętszej Marii Panny w Sheffield (ang. Cathedral Church of St Marie, Sheffield) – katedra rzymskokatolicka w Sheffield. Główna świątynia diecezji Hallam. Mieści się przy Norfolk Row.
Budowa świątyni rozpoczęła się w 1846, zakończyła się w 1850; konsekrowana w 1889. Reprezentuje styl neogotycki. Projektantem świątyni był Matthew Ellison Hadfield. Posiada jedną wieżę.